# Дмитревич Валентина Степанівна
Валентина Степанівна Дмитревич (нар. 20 жовтня 1956, село Волиця-Дружкопільська, тепер Горохівського району Волинської області) — українська радянська діячка, доярка колгоспу «Зоря комунізму» Горохівського району Волинської області. Депутат Верховної Ради УРСР 11-го скликання.

## Біографія
Освіта середня.
З 1973 року — доярка колгоспу «Зоря комунізму» Горохівського району Волинської області.
Потім — на пенсії в селі Журавники Горохівського району (зараз — Луцького) Волинської області.

## Нагороди
- ордени
- медалі